# سلمدژا
سلمدژا (انگلیسی: Selemdzha) یک رود در استان آمور کشور روسیه است.